# Stord
Stord é uma comuna da Noruega, com 144 km² de área e 16 516 habitantes (censo de 2005).         